# Lairoux
Lairoux är en kommun i departementet Vendée i regionen Pays de la Loire i västra Frankrike. Kommunen ligger i kantonen Luçon som tillhör arrondissementet Fontenay-le-Comte. År 2022 hade Lairoux 601 invånare.

## Befolkningsutveckling
Antalet invånare i kommunen Lairoux
| Referens: INSEE |